# Ammocleonus
 Ammocleonus — рід жуків родини Довгоносики (Curculionidae).

## Зовнішній вигляд
Жуки досить великих розмірів: 18—24 мм завдовжки. Основні ознаки:
- головотрубка не коротша від передньоспинки, з досить різкими кілями по боках і посередині;
- 1-й членик джгутика вусиків коротший за 2-й.
- ширина передньоспинки більша від довжини і кутовидна посередні, її середина у крапках та грубих зморшках ;
- надкрила при основі не ширші від передньоспинки, із поздовжніми крапковими борозенками і не мають чорних зерняток;
- черевце із голими темними плямами.
- ноги з кігтиками, що зрослися;
- тіло густо вкрите сірими волоскоподібними лусочками і темними плямами.

Детальніший опис морфології дивись.

## Спосіб життя
Майже не вивчений. Ймовірно, він типовий для Cleonini і пов'язаний із амарантовими (саксаул, кураї) й бобовими (верблюжа колючка). Інколи жуки пошкоджують цукрові буряки, втім, не завдають їм економічно відчутної шкоди. Ammocleonus aschabadensis є типовим мешканцем такирів та передгір'їв із дуже бідним рослинним покривом.

## Географічне поширення
Види цього роду мешкають в основному у Палеарктиці (за межами України) і в Африці. Це один з небагатьох родів Cleonini, ареал якого охоплює величезний простір — від Середньої Азії до Північно-Західної Африки. Вважають, що рід виник в Ірані і звідси розселювався в Середню Азію. А коли в міоцені зникло величезне море між Євразією та Африкою, вид Ammocleonus hieroglyphicus проник до Північної Африки і розселився аж до Атлантики, заходячи ден-не-де навіть в тропічну саванну (Сахель).

## Класифікація
У цьому роді описано п'ять видів:
- Ammocleonus aschabadensis  (Faust, 1884) — від Близького Сходу до Туркменістану та Індії;
- Ammocleonus ganglbaueri  (Faust, 1904) — Афганістан, Іран;
- Ammocleonus hieroglyphicus  (Olivier, 1807) — від Марокко до Північної Індії;
- Ammocleonus quadrimaculatus (Motschulsky, 1860) — Іран, Середня Азія;
- Ammocleonus ramakrishnai Marshall, 1943 — Ірак, Афганістан, Пакистан.